# David Nilsson
David Wayne Dave Nilsson, né le 14 décembre 1969 à Brisbane en Australie, est un joueur de baseball évoluant au poste de receveur en Ligue majeure de 1992 à 1999 avec les Brewers de Milwaukee.
Premier australien sélectionné pour un match des étoiles de la Ligue majeure de baseball, en 1999, il est considéré comme le joueur australien ayant le mieux réussi dans le baseball professionnel américain. 
Médaillé d'or avec l'Australie à la Coupe intercontinentale de 1999 et d'argent aux Jeux olympiques d'Athènes en 2004, il est élu au Temple de la renommée du sport australien en 2008.
Propriétaire de la Ligue internationale de baseball australien de 1999 à 2002, il arrête sa carrière à l'issue de la Classique mondiale de 2006 et devient manager du MLB Australia Academy Program.

## Carrière

### Ligue mineure
Dave Nilsson est engagé comme agent libre amateur par les Milwaukee Brewers en 1987 à l'âge de 17 ans après s'être fait remarquer en Claxton Shield, gagnant notamment le Helms Award. Il évolue comme recrue avec les Helena Brewers en Ligue mineure, frappant ,394 en moyenne. Il se classe troisième meilleur batteur de la Pioneer League mais n'est pas retenu dans la sélection des étoiles au profit du receveur Frank Colston. Baseball America le décrit comme le deuxième meilleur espoir de la ligue.
Il retrouve les Queensland Rams pendant l'inter-saison pour participer à la Claxton Shield en Australie. Il est élu MVP de la compétition. Il effectue ensuite une saison de Class A avec les Beloit Brewers en Midwest League avant de retourner en Australie jouer la récemment formée Ligue australienne de baseball avec les Goald Coast Clippers. 
En 1989 il est rattaché aux Stockton Ports en California League mais ne frappe que ,244 et peine à s'imposer. L'année suivante, en 1990, il joue mieux et aide Stockton à remporter le titre de champion de la ligue. Baseball America le classe alors comme huitième meilleur prospect de la ligue. De retour en Australie, il frappe ,400 avec les Daikyo Dolphins en ABL, la deuxième meilleure moyenne après son compatriote des Brewers, John Jaha. Il est élu receveur dans l'équipe des étoiles et se voit décerner le titre de MVP de la saison.
À l'âge de 22 ans en 1991, il joue avec les El Paso Diablos en AA Texas League et affiche une moyenne de ,413. Il est promu en AAA avec les Denver Zephyrs avant la fin de la saison. Il est nommé joueur étoile de la Texas League en compagnie d'Ivan Rodriguez au poste de receveur. Baseball America le classe alors quatrième meilleur espoir de la ligue après Rodriguez, Royce Clayton et Raul Mondesi. Pendant la saison hivernale il remporte la saison ABL 1991-1992 en Australie avec Daikyo. 

### Ligue majeure
Après un bon début de saison en 1992 avec Denver, il est appelé en Ligue majeure le 18 mai. Après un retrait sur des prises lors de son premier passage au bâton, il frappe un double bon pour trois points. Il est alors l'un des dix joueurs les plus jeunes de la Ligue américaine. Il est 29e du classement annuel des meilleurs espoirs pour Baseball America .
Après une saison en demi-teinte en ABL, Dave est le receveur principal utilisé par les Brewers en 1993 mais effectue de nombreux aller-retours en Ligue mineure à cause de blessures. 
Le 14 avril 1994, il forme avec Graeme Llyod la première batterie australienne de l'histoire de la Ligue majeure. David Nilsson est le premier receveur des Brewers à frapper plus de dix coups de circuits depuis 7 ans et joue sa première saison complète en Ligue majeure, remportant le titre de joueur de l'année chez les Brewers.
A l'intersaison, il rejoint les Brisbane Bandits en Ligue australienne où il frappe ,362 de moyenne et est nommée receveur étoile de la saison. Les Bandits remportent le titre face aux Sydney Blues et, fait unique, Dave forme une batterie 100 % familiale pendant une manche avec son frère Gary.
Il signe chez les Waverly Reds en ABL et joue 54 matchs pour eux pendant l'intersaison, menant la ligue dans toutes les moyennes offensives. Une nouvelle fois nommée dans l'équipe étoile du championnat, il remporte son troisième titre en Ligue australienne, le second pour les Reds. Malheureusement, Nilsson contracte la fièvre de la Ross River et manque les deux premiers mois de la saison 1995 avec les Brewers. Après quelques matchs en Ligue mineure, il revient en Ligue majeure mais est principalement utilisé comme joueur de champ extérieur. Dave essaye de rompre son contrat de 5 ans le liant à Waverly et obtient gain de cause après six mois de négociations, n'ayant pas beaucoup ni bien joué pendant la saison hivernale. 
En 1996 il réalise une bonne saison avec les Brewers malgré un pied cassé en début d'année, battant ses records offensifs en moyenne au bâton avec ,331 et en présence sur base avec ,407. Il est 6e meilleur batteur de la Ligue américaine cette année-là et gagne le trophée Harvey Kuenn. 
Il devient joueur-manager des Brisbane Bandits en hiver en Ligue australienne et les mène en finale du championnat, se blessant au genou et manquant la majeure partie de la saison. De retour aux États-Unis, il frappe 20 coups de circuits en tant que première base, champ extérieur ou frappeur désigné. Il ne retourne pas en Australie pour la première fois en raison de blessures et réalise une prestation moyenne en 1998 avec les Brewers, ne frappant que ,269 en moyenne. 
En 1999, à l'âge de 29 ans, Nilsson joue sa meilleure et dernière saison en Ligue majeure. Il frappe ,309 en moyenne et claque 21 circuits. Il est sélectionné pour le match des étoiles de la Ligue majeure de baseball, devenant le premier australien à accomplir cette performance. Il refuse un contrat en Ligue majeure pour pouvoir participer aux Jeux olympiques d'été de 2000 qui se déroulent à Sydney, déclarant vouloir jouer pour son pays. 

### Succès international
Il participe à la Coupe intercontinentale de baseball 1999 à Sydney comme capitaine de l'Équipe australienne qui remporte le titre dans une finale de onze manches gagnée 4-3 face à Cuba. Il est élu MVP du tournoi avec une moyenne au bâton de ,379, une moyenne de puissance de ,517 et une moyenne de présence sur les buts de ,457. Il est receveur au sein de l'équipe type du tournoi.
Il s'engage pour un an en faveur des Chunichi Dragons en NPB au Japon en janvier 2000. Cela lui permet d'être libre d'obligations professionnelles pour participer aux Jeux olympiques qui ont lieu la même année en Australie. 
Joueur en champ extérieur, il est receveur pendant quelques manches lors d'un match de saison régulière et réalise une prestation désastreuse car il n'avait plus évolué à ce poste depuis plusieurs mois. Il ne se remet pas vraiment de cette mauvaise expérience, ne frappant que ,180 en moyenne en 18 rencontres. Rétrogradé dans les ligues mineures, il est finalement libéré de son contrat. Pendant son cours séjour au Japon, il joue sous le nom de Dingo car les joueurs peuvent y choisir le nom qui apparait sur leur dossard. 
De nouveau capitaine au tournoi olympique de 2000, il réalise la meilleure performance internationale de sa carrière avec une moyenne à la frappe de ,565 et une moyenne de puissance de ,957. Malheureusement, l'Australie n'est pas à la fête chez elle et termine le tournoi à la 7e position. Il se voit proposer un contrat chez les Yankees de New York dans la foulée mais l'accord ne peut être scellé dans les délais avant le début des Séries éliminatoires.
En novembre 2000 les Red Sox de Boston lui proposent un contrat mais Dave ne réussit pas le test médical en raison d'un problème au genou gauche. 

### Fin de carrière
Après une pause de deux ans, les Red Sox lui proposent de nouveau un contrat de 400 000 US $ le 21 janvier pour jouer la saison Ligue majeure à venir. Il résilie son contrat en février, invoquant un manque d'envie de jouer aux États-Unis. 
Il est manager étoile des Queensland Rams en 2003 lors de leur succès surprise en Claxton Shield en Australie et retourne au baseball en tant que joueur en Série A1 en Italie avec le Telemarket Rimini. Il participe à la finale de la Coupe d'Europe perdue face aux hollandais du Neptunus. Il frappe ,280 en moyenne et mène la première division italienne en moyenne de puissance avec ,920 et en moyenne de présence sur les buts avec ,561.
Il renoue avec le jeu en Claxton Shield en 2004, menant la compétition en coups de circuit et en points produits en seulement onze présences à la batte et étant nommé dans l'équipe des étoiles comme frappeur désigné. Il se prépare pour les Jeux olympiques de 2004. Il signe ensuite un contrat avec les Braves d'Atlanta en février, évoluant avec les Richmond Braves en Ligue mineure et frappant ,236 en moyenne en 16 rencontres. 
4 ans après la débâcle des Jeux olympiques de Sydney, David Nilsson se rattrape en décrochant, toujours capitaine de la sélection nationale, la médaille d'argent aux Jeux olympiques d'été de 2004 à Athènes. Il réalise une bonne prestation autant à la batte qu'au poste de receveur. Cuba prend sa revanche de la Coupe intercontinentale de 1999 en remportant le tournoi face aux australiens lors d'une finale remportée 8-1.
Il clôt sa carrière internationale après la Classique mondiale de baseball 2006 où l'Australie ne passe pas le premier tour de poule. Il évolue en première base lors des trois rencontres australiennes et ne frappe aucun coup sûr en cinq passages au bâton.
Deux ans plus tard, en 2008, il est élu au Temple de la renommée des sportifs australiens dans une promotion qui comprend notamment le nageur Ian Thorpe et les joueurs de tennis Mark Woodforde et Todd Woodbridge.

## Investissement en Australie

### International Baseball League of Australia
En avril 1999, David Nilsson devient propriétaire de la défunte Ligue australienne de baseball, engluée dans les difficultés financières, pour un montant de 5 millions de dollars australiens. Il la renomme en International Baseball League of Australia. Son but, au-delà de maintenir une compétition nationale de baseball en Australie, est de créer une ligue d'hiver se déroulant de novembre à janvier pour permettre aux professionnels évoluant aux États-Unis et en Asie de jouer pendant l'intersaison.
Malheureusement, l'IBLA connait elle aussi des difficultés financières et dépose le bilan trois ans après le rachat, en 2002, à la suite de nombreuses annulations de matchs, des problèmes d'infrastructures, de baisse de fréquentation et des contraintes financières imposées par les dettes de l'ABL,. La Fédération australienne de baseball récupère les droits de la compétition et la Claxton Shield effectue son retour. 
Il faudra attendre 2009 pour que l'ABL fasse son retour sur le devant de la scène, en partie grâce au soutien de la Ligue majeure de baseball.

### MLB Australia Academy Program
David Nilsson devient manager du programme académique australien de la Ligue majeure de baseball (MLBAAP) en 2007 en remplacement de Jon Deeble. Il est responsable de la gestion du programme académique, un événement de sept semaines qui se déroule au complexe de Palm Meadows, au siège de la Fédération australienne de baseball sur la Gold Coast.
C'est le principal centre de détection et de formation australien qui est responsable, depuis son ouverture en 2001, de la signature de plus d'une centaine de contrats professionnels par des joueurs australiens. Rich Thompson est le premier australien du programme à évoluer en Ligue majeure.  

### Ligue australienne de baseball
Après une carrière de joueur dans les années 1990, David Nilsson revient dans la Ligue australienne de baseball relancée en 2009 comme manager des Brisbane Bandits, une franchise créée en 2010 pour intégrer la compétition. 
En saison inaugurale, les Bandits terminent cinquièmes et ne se qualifient pas pour les séries finales.

## Statistiques
| Saison | Équipe | G   | AB    | R   | H   | 2B  | 3B | HR  | RBI | SB | BB  | SO  | BA   | OBP  | SLG  |
| ------ | ------ | --- | ----- | --- | --- | --- | -- | --- | --- | -- | --- | --- | ---- | ---- | ---- |
| 1992   | MIL    | 51  | 174   | 15  | 38  | 8   | 0  | 4   | 25  | 2  | 17  | 18  | .232 | .304 | .354 |
| 1993   | MIL    | 100 | 296   | 35  | 76  | 10  | 2  | 7   | 40  | 3  | 37  | 36  | .257 | .336 | .375 |
| 1994   | MIL    | 109 | 397   | 51  | 109 | 28  | 3  | 12  | 69  | 1  | 34  | 61  | .275 | 326  | .451 |
| 1995   | MIL    | 81  | 263   | 41  | 73  | 12  | 1  | 12  | 53  | 2  | 24  | 41  | .278 | .337 | .468 |
| 1996   | MIL    | 123 | 453   | 81  | 150 | 33  | 2  | 17  | 84  | 3  | 57  | 68  | .331 | .407 | .525 |
| 1997   | MIL    | 156 | 554   | 71  | 154 | 33  | 0  | 20  | 81  | 2  | 65  | 88  | .278 | .352 | .446 |
| 1998   | MIL    | 102 | 309   | 39  | 83  | 14  | 1  | 12  | 56  | 2  | 33  | 48  | .269 | .339 | .437 |
| 1999   | MIL    | 115 | 343   | 56  | 106 | 19  | 1  | 21  | 62  | 1  | 53  | 64  | .309 | .400 | .554 |
| Totaux | 8 ans  | 837 | 2 779 | 389 | 789 | 157 | 10 | 105 | 470 | 15 | 320 | 424 | .284 | .356 | .461 |